# ГЕС Les Cèdres
ГЕС Les Cèdres – гідроелектростанція у канадській провінції Квебек. Разом з ГЕС Beauharnois використовує гідроенергетичний потенціал ділянки порогів на річці Святого Лаврентія (дренує Великі озера) безпосередньо вище від Монреалю.
На відтинку між озерами Saint Francis та Saint-Louis річка проходить через три пороги –  Coteau, Les Cedres та Cascades. На початку 20 століття центральний з них, де падіння складало 9,5 метрів, обрали для спорудження гідроелектростанції. Її інтегрований з бетонною гравітаційною греблею висотою 22 метри русловий машинний зал перекрив протоку шириною менше за 0,4 км між лівим берегом та островом Île Saveuse (при цьому загальна довжина споруди рахується як 4561 метр, що пояснюється наявністю бічних компонентів, котрі тягнуться уздовж берегів вище по течії). 
Права протока закрита за 3,2 км перед машинним залом за допомогою бетонних гравітаційних гребель Île-Juillet-1 та Île-Juillet-2, котрі мають висоту 15 метрів та 13 метрів при довжині 178 метрів та 400 метрів відповідно. Ці споруди з'єднують острів Île Aux-Vaches (продовжує вверх по течії Île Saveuse, з яким з’єднаний короткою дамбою) із малим островом Île-Juillet та далі з островом  Île Salaberry. Що стосується останнього, то відділяюча його від правого берегу вузька протока закрита ще за десяток кілометрів вище по течі. Створений названими трьома греблями підпір утворює резервуар з об’ємом 75 млн м3.
Машинний зал ввели у експлуатацію в 1914 році з дев'ятьма основними турбінами типу Френсіс та трьома допоміжними (потужністю по 1,25 МВт). Десяту основну турбіну запустили наступного року, а між 1918-м та 1924-м додали ще вісім, що довело загальну потужність станції до 162 МВт. Після того, як на початку 1930-х на обвідному каналу запустили ГЕС Beauharnois, котра використовує потенціал всіх трьох порогів одразу, перепуск води через природне русло річки зменшився та зробив недоцільним наявність допоміжних агрегатів. Що стосується основних, то станом на другу половину 2010-х власником об’єкту – компанією Hydro-Quebec – за ГЕС Les Cèdres рахується дванадцять турбін загальною потужністю 113 МВт.
Видача продукції відбувається по ЛЕП, розрахованій на роботу під напругою 120 кВ.